# Low Level Reader Protocol
Das Low Level Reader Protocol (LLRP) ist ein Protokoll zur Kommunikation mit RFID-Readern über TCP. Das LLRP wurde von EPCGlobal ratifiziert, um die Schnittstelle zwischen RFID-Applikationen und RFID-Readern zu vereinheitlichen, es bewegt sich damit in der Anwendungsschicht des OSI-Modells. Die aktuelle Version ist LLRP Standard v. 1.0.1.
Ziel des LLRP ist es, alle Standard-Features der Kommunikation zwischen einem RFID-Reader und einem RFID-Tag gemäß EPCGlobal-Tagprotokoll EPC Class 1 Gen 2 auch in der Kommunikation zwischen RFID-Reader und RFID-Applikationen nutzbar zu machen. Weiters sollen RFID-Reader über dieses Protokoll gesteuert (z. B. aktiviert und deaktiviert) und konfiguriert (z. B. ändern der Anzahl und der emittierte Leistung der angeschlossenen Antennen) werden können. Das LLRP soll unabhängig von den jeweils geltenden Regulatorien (z. B. welche Leistung in welchen Frequenzbereichen emittiert werden darf) eingesetzt werden können.
Das Protokoll ist modular, flexibel und erweiterbar – einerseits, um zukünftige Entwicklungen mit geringem Aufwand in das Protokoll einfließen lassen zu können, andererseits um Herstellern von RFID-Readern die Erweiterung des Protokolls um herstellerspezifische Befehle zu ermöglichen.

## Funktionsweise
Die Kommunikationseinheiten zwischen Client und RFID-Reader (der im LLRP die Rolle des Servers hat) heißen Nachrichten. Nachrichten können sowohl vom Client an den Reader als auch vom Reader an den Client geschickt werden. Die Kommunikation durchläuft nach dem Verbindungsaufbau folgende Phasen:
1. Der Client erfragt vom Reader, welche Features vom Reader unterstützt werden
2. Der Client konfiguriert den Reader (z. B. stellt zu verwendende Frequenz ein)
3. (optional) Der Client ändert die Reader-Parameter für die Kommunikation mit den Tags (z. B. Access-Passwort für das Beschreiben der Tags)
4. Der Reader sucht Tags in seinem Lesefeld und führt die vom Client spezifizierten Operationen durch
5. Der Reader beendet die Interaktion mit den Tags
6. Der Reader berichtet die Ergebnisse der durchgeführten Operationen an den Client

Die ersten drei Schritte sind bei weiteren Operationen nicht unbedingt notwendig, so kann zum Beispiel der Client den Reader mehrere Schreiboperationen hintereinander durchführen lassen, Phasen 1 und 2 müssen aber nur einmalig durchlaufen werden.